# Maschinenbauhalle (Darmstadt)
Die Maschinenbauhalle ist ein Bauwerk der Technischen Universität in Darmstadt. Ein Segment beherbergt die Akaflieg Darmstadt.

## Architektur und Geschichte
Die Halle aus vier Segmenten wurde in den Jahren 1955/56 nach Plänen des Architekten Günther Koch für vier Lehrstühle der Fakultät für Maschinenbau vom Staatlichen Hochschulbauamt Darmstadt erbaut.
Das Grundrissraster besteht aus zweigeschossigen Riegeln von je fünf Metern Breite und dreigeschossigen Riegeln von je zehn Metern Breite.
Die Halle besteht aus einer Stahlträgerkonstruktion.
Im Erdgeschoss gibt es Brüstungen mit gelben Klinkern.
Auf der Ostfassade befinden sich hochgelegene Fensterbänder.
Die Halle ist auf der Westseite bis zum Flachdach verglast.
Typisch für die Bauzeit ist die preisgünstige Konstruktion durch den relativ geringen Materialverbrauch und die Verwendung von serienmäßig gefertigten genormten Bauteilen.
Die Nutzung der Halle durch verschiedene Fachgebiete des Maschinenbaus erfolgte bis 2018. Derzeit finden die Planungen für die Nachnutzung der vier Segmente statt.

## Denkmalschutz
Die Halle steht beispielhaft für die leichte und lichte Architektur der 1950er Jahre.
Stilistisch erinnert das Bauwerk an den Bauhausstil.
Aus architektonischen und stadtgeschichtlichen Gründen ist die Maschinenbauhalle ein Kulturdenkmal.

## Auszeichnung
Das Gebäude wurde 1957 als vorbildliche Leistung in Hessen ausgezeichnet.